# Боталло, Леонардо
Леона́рдо Бота́лло (итал. Leonardo Botallo (Botalli); 1519, Асти, Пьемонт — 1587 или 1588) — итальянский врач, хирург и анатом эпохи Возрождения.

## Биография
Леонардо Боталло — француз по происхождению, родился на границе Франции и Италии в Пьемонте (тогда Савойское герцогство).
В 1543 году окончил университет в Павии, ученик известного анатома Г. Фаллопия. Доктор медицины. Затем занимался медицинской практикой в Павии.
Около 1544 года вступил во французскую армию. Участник битвы при Черезоле в Пьемонте в ходе Итальянской войны в апреле 1544 между Францией и испано-габсбургской армией.
В качестве хирурга прослужил около 20 лет. Приобрёл большую практику лечения огнестрельных ран.
Поселился в Париже. Благодаря своему французскому происхождению и опыту, в 1560 Боталло стал лейб-медиком короля Франции Карла IX, а затем и Генриха III .
На протяжении всей своей медицинской службы королевской семье Франции, Л. Боталло пользовался благосклонностью и доверие королевы-матери, Екатерины Медичи, возможно, из-за того, что они оба были выходцами из Италии. Медичи сыграла важную роль в том, чтобы его услугами медика Боталло пользовался и её любимый сын, герцог Анжуйский, впоследствии Генрих III. Именно во время этой последней службы, и, без сомнения, как отражение известности Леонардо Боталло, как военного хирурга, он был временно приглашён в 1575 году для проведения лечения и ухода за Генрихом I Лотарингским, герцогом Гизом, который во время Варфоломеевской ночи получил огнестрельное ранение в щеку и ухо.
Кроме практической медицины, Боталло занимался исследованиями по анатомии сердца и сосудов. В 1560 году в Лионе был опубликован его трактат по хирургии «De curandis vulneribus sclopettorum» (переиздания в 1564, 1566, 1575, 1583 гг.). Материалы трактата были частично основаны на более ранних, подобных трудах, а также на его собственном опыте военного хирурга.
В 1564 году он описал овальное отверстие в перегородке предсердий и артериальный проток, соединяющий во внутриутробном периоде лёгочную артерию с дугой аорты (ранее описанный итальянским хирургом Д. Аранци), названный позже его именем — боталлов проток. Изучал патоморфологию и клинику сифилиса (рекомендовал для лечения ртутные втирания), методы лечения огнестрельных ран.
В последние годы жизни Боталло отошел от активной медицинской практики, по—видимому, в результате болезни — малярии. Умер во Франции в 1587 или 1588 в Шенонсо или Блуа. Место его захоронения неизвестно.